# Midland, Ontario
Midland är en ort i Kanada.   Den ligger i provinsen Ontario, i den sydöstra delen av landet, 300 km väster om huvudstaden Ottawa. Midland ligger 195 meter över havet och antalet invånare är 31 502. Den ligger vid sjön Little Lake.
Terrängen runt Midland är platt. Midland är det största samhället i trakten. 
Runt Midland är det tätbefolkat, med 331 invånare per kvadratkilometer.